# Сан-Бабила (станция метро)
«Сан-Ба́била» (итал. San Babila) — станция линии M1 Миланского метрополитена. Подземная станция, располагается под площадью Сан-Бабила в центре Милана.

## История
Станция была открыта в составе первой очереди линии M1 (от станции «Сесто Марелли» до станции «Лотто») 1 ноября 1964 года. 4 июля 2023 года открыта пересадка на одноименную станцию линии М4.

## Планы
Планировалось, что в будущем станция станет пересадочным узлом с запланированной линией M4, первый участок которой уже строился (от аэропорта Линате до железнодорожной станции Форлани).

## Особенности
Устройство станции «Сан-Бабила» подобно устройству почти всех станций первой очереди: подземное расположение с двумя путями — по одному для каждого направления и двумя боковыми платформами. Над станционным залом находится мезонин, в котором расположены входные турникеты и будка для сотрудников станции.
Станция находится на расстоянии 688 метров от станции «Дуомо» и 528 метров от станции «Палестро».

## Пересадки
Со станции «Сан-Бабила» производятся пересадки на миланский наземный транспорт:
- Автобус

Метро — 
- С Линии 1 на Линию 4 и наоборот, с 4 июля 2023 года.

## Оснащение
Оснащение станции:
- Аппараты для продажи билетов